# 오광 (진)
오광(吳廣, ? ~ 기원전 209년)은 중국 진(秦) 왕조 말기의 반란의 지도자로, 자는 숙(叔)이며 양가(陽夏) 사람이다. 진나라 2세 황제 호해 재위 때 진승(陳勝)과 함께 반란을 일으켰으나 실패해 살해되었다.

## 생애
오광은 진승(陳勝)과 함께 농민 900명을 이끌고 반란을 일으켜 하남성 일대를 점령했고 곧 수많은 농민들이 가담하여 허난성의 중심지 진주성을 무혈로 함락시켰다.
그 뒤 진승이 장초(張楚)라는 나라를 세우고 제왕(帝王)이 되자 진승에 의해 부왕(副王)으로 임명되어 2만 군사를 이끌고 낙양을 공략하라는 명을 받고 낙양으로 진군하다가 뤄양 근처에서 진나라 장수 장한과 싸우던 중 부하 전장에게 살해되었다.